# Louis Verhaert
Louis Marie Thérèse Armand Verhaert (Beveren, 15 oktober 1930 - Kontich, 13 augustus 2004) was een Belgische arts en politicus voor de CVP en vervolgens de lokale partij CVB en diens opvolger Gemeentebelangen Kontich-Waarloos.

## Levensloop
Hij was doctor in de fysische geneeskunde.
Na de gemeenteraadsverkiezingen van 11 oktober 1970 volgde hij Frans Van Roy op als burgemeester van Kontich, een mandaat dat hij zou uitoefenen tot 1977. Als lijsttrekker van de CVP-kieslijst bij de gemeenteraadsverkiezingen van 11 oktober 1970 behaalde hij met zijn partij een absolute meerderheid. Zijn inhaling als burgemeester vond plaats op 18 juli 1971. Het zou de laatste maal zijn dat de Kontichse reuzen, alsook het ros Beiaard met de Vier Heemskinderen, meeliepen tijdens de inhaling van een nieuwe burgemeester in Kontich.
Ook bij de stembusgang van 10 oktober 1976 behaalde hij met de CVP een absolute meerderheid. Na een interne machtsstrijd verliet hij samen met gemeenteraadslid Van de Velde en alle niet-verkozen CVP-raadsleden de partij en richtte de Kristelijke Vlaamse Belangen (CVB) op. Vervolgens werd een "anti-CVP"-coalitie met de PVV, de BSP en de Volksunie gevormd. Hij werd opgevolgd als burgemeester door Jean Van den Wyngaert (BSP). Wel bleef Verhaert schepen van onder meer onderwijs.
Bij de gemeenteraadsverkiezingen van 1982 werd hij als lijsttrekker verkozen op de kieslijst Gemeentebelangen Kontich-Waarloos.